# Brookmont
Brookmont é uma Região censo-designada localizada no estado americano de Maryland, no Condado de Montgomery.

## Demografia
Segundo o censo americano de 2000, a sua população era de 3202 habitantes.

## Geografia
De acordo com o United States Census Bureau tem uma área de 5,1 km², dos quais 3,5 km² cobertos por terra e 1,6 km² cobertos por água.

## Localidades na vizinhança
O diagrama seguinte representa as localidades num raio de 4 km ao redor de Brookmont. 